# Stuart Poulter
Stuart Henry Poulter (* 20. Januar 1889 in Sydney; † 30. September 1956 ebenda) war ein australischer Marathonläufer.

## Karriere
Stuart Poulter trat bei den Olympischen Sommerspielen 1912 für Australasien, eine kombinierte Delegation von Australien und Neuseeland, im Marathonlauf an. Er konnte den Wettkampf jedoch nicht beenden.